# 黃鵪菜
黄鵪菜（学名：[Youngia japonica] 错误：{{Lang}}：文本有斜体标记（帮助））为菊科黄鹌菜属下的一个种，為一年生草本植物，高度為10米至100厘米，花果期為4-10月。該植物原生於東亞，現近乎全球可見。